# Friedrich von Heyden
Friedrich August von Heyden, född den 3 september 1789 i Nerfken, Preussen (nu Nerwiki i Polen), död den 5 november 1851 i Breslau (nu Wroclaw), var en tysk skald, far till August von Heyden.
von Heyden, som var överregeringsråd i Breslau, lyckades bäst i episka dikter, vilka bära prägeln av enkel, klar uppfattning och älskvärd humor, som Reginald (1831), Der Schuster zu Ispahan (1850) samt Das Wort der Frau (1843). Även hans dramatik, (samlad i Theater, 1842), som bland annat innehåller ett par Hohenstaufendramer, utmärker sig genom ett formfulländat språk. Han författade även romanen Die Intriguanten (1840). von Heydens Gedichte utgavs med biografi 1852 av Theodor Mundt.